# Cathédrale du Sacré-Cœur de Lomé
Die Cathédrale du Sacré-Cœur de Lomé, zu deutsch Herz-Jesu-Kathedralkirche, ist eine während der deutschen Kolonialherrschaft errichtete römisch-katholische Kirche im Erzbistum Lomé und befindet sich im historischen Zentrum der togoischen Hauptstadt Lomé.

## Geschichte

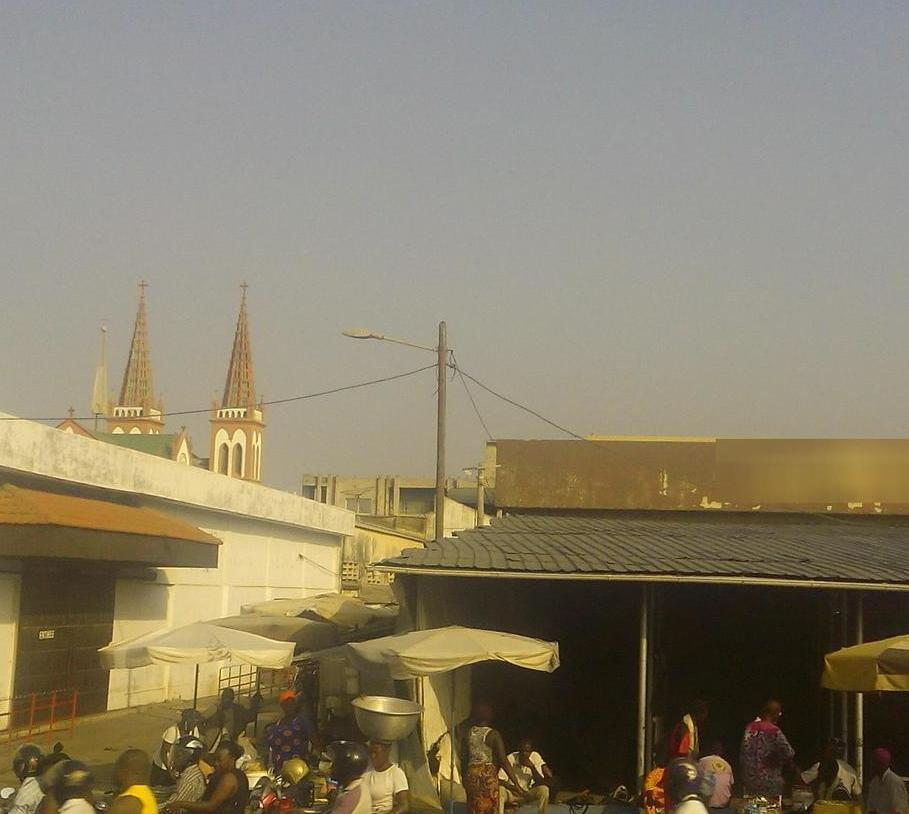
Herz-Jesu-Kathedralkirche im Hintergrund

Bereits vor der Inbesitznahme von Teilen des heutigen Staatsgebietes von Togo durch das Deutsche Kaiserreich, realisiert mit dem am 5. September 1884 abgeschlossenen „Schutzvertrag“ zwischen dem zum Konsul in Lomé ernannten Kaufmann Heinrich Randad und dem König von Porto Seguro, bestand in der Hafenstadt Lomé ein starker französischer Einfluss. Die Abgrenzung zu den benachbarten Kolonien erfolgte durch das deutsch-französische Abkommen vom 23. Juli 1897 und die Vereinbarung über die Abgrenzung zwischen Togo und den französischen Besitzungen in Dahomey (jetzt Benin) und dem Französischen Sudan vom 28. September 1912 bzw. den deutsch-britischen Abkommen vom 1. Juli 1890 und 14. November 1899.
Das Erzbistum Lomé wurde am 12. April 1892 als Apostolische Präfektur aus der 1883 errichteten Apostolischen Präfektur Dahomey ausgegliedert.
Die geschlossenen Staatsverträge ermöglichten die länderübergreifende Arbeit von christlichen Missionsgesellschaften, zu ihnen gehörte die römisch-katholische Gesellschaft der Steyler Missionare, die sich als Gesellschaft des Göttlichen Wortes um den Aufbau einer Missionsstation in der afrikanischen Hafenstadt Lomé bemühten. Nach 1892 erhielten sie die Bewilligung zum Bau einer ersten Kapelle, die jedoch der rasch wachsenden katholischen Gemeinde bald zu klein wurde, daher wurde der Bau einer Kirche beantragt und 1901 mit deren Bau begonnen. Baumeister war Bruder Johannes Hopfer SVD, der später auch den Palast für den deutschen Gouverneur gebaut hat. Die Maße der Kirche sind: Länge: 43 m, Breite: 15,5 m, Höhe: 8 m. Der Baupreis betrug ca. 150.000 Mark.
Die Einweihung erfolgte bereits 1902 durch den Apostolischen Vikar, Bischof Maximilian Albert (SMA) von Cape Coast im heutigen Ghana.
Das Erzbistum Lomé wurde am 14. September 1955 gegründet, die repräsentative Kirche Sacré-Cœur de Lomé wurde zur Kathedralkirche bestimmt.